# Vera Salbieva
Vera Ivánovna Salbieva (en ruso: Ве́ра Ива́новна Салби́ева; Jumalag, Imperio ruso, 14 de agostojul./ 27 de agosto de 1910greg. – Moscú, Rusia, 27 de junio de 1993) fue una oficial del Ejército Rojo de Osetia. Nominada para el título de Héroe de la Unión Soviética en 1942 por el general Mijaíl Kozlov por su valentía durante una batalla contra una avalancha de soldados alemanes que avanzaban en el verano de 1941, fue la primera y única mujer caucásica nominada para el título; sin embargo, la nominación se rebajó de modo que solo recibió la Orden de la Bandera Roja.

## Biografía

### Infancia y juventud
Vera Salbieva nació el 27 de agosto de 1910 en la pequeña localidad rural de Jumlag, situada en lo que hoy es Osetia del Norte. Después del final de la guerra civil rusa, comenzó la escuela primaria y, finalmente, se mudó a Tiflis con su hermana mayor, Xenia. Al principio, trabajó como maestra en un internado para niños antes de ingresar a la escuela de oficios, que impartía varios cursos complementarios más allá de los cursos básicos, como ciencias militares, en las que Salbieva se interesó, lo que la llevó a tomar la decisión de inscribirse como cadete en la Escuela Militar de Comunicaciones de Kiev que lleva el nombre del líder comunista Mijaíl Kalinin en mayo de 1931. Al graduarse de la escuela, fue enviada a Novocherkask para servir como comandante de un pelotón de comunicaciones; se afilió al Partido Comunista en 1932. Posteriormente fue trasladada a la ciudad de Ordzhonikidze; allí conoció a su compañero oficial Islam Salamov, con quien pronto se casó. Antes de la guerra tuvieron tres hijos y se mudaron a Moscú en 1939, donde Islam fue asignado a una brigada de caballería y Vera a un regimiento de comunicaciones.

### Segunda Guerra Mundial
A pesar de que se le permitió renunciar al combate debido a su maternidad, Salbieva decidió ir al frente; dos días después del inicio de la invasión alemana de la Unión Soviética envió a sus hijos a un orfanato, ya que su esposo también fue destinado al frente de guerra. El 1 de julio de 1941 fue enviada al frente de combate como jefa de comunicaciones del 783.º Regimiento de Fusileros con el rango de capitán. Durante la caótica retirada que se produjo durante el otoño de ese año, se distinguió por proteger equipos clave y asegurar cruces cruciales mientras luchaban para salir del cerco.
El 4 de agosto de 1941, cuando su compañía de comunicaciones que intentaba retirarse a través del río Dnieprer fue aislada del cruce del río por la infantería alemana, no solo animó a su unidad sino también a las unidades cercanas del Ejército Rojo para atacar a las fuerzas alemanas que rodeaban el río, lo que les permitió tomar el control de varios puntos de cruce para uso tanto de infantería como de vehículos militares, incluidos tanques dañados y cañones de artillería remolcados por tractores, ahorrando tanto equipo como sea posible. Por su valentía y organización para asegurar el cruce, fue nominada para el título de Héroe de la Unión Soviética, pero la nominación se rebajó a la Orden de la Bandera Roja que recibió en 1942. Sin embargo, varios periódicos soviéticos detallaron su hazaña, y recibió una publicidad significativa en ese momento. 
Durante la guerra fue transferida y ascendida a varios puestos, y en un momento fue jefa de una unidad de comunicaciones bajo el mando del mariscal Gueorgui Zhúkov. Además participó en la batalla de Moscú, en la operación Bagration, Ofensiva del Dniéper-Cárpatos, Ofensiva del Vístula-Óder y batalla de Praga.

### Posguerra
Su marido, que había sido hecho prisionero por los alemanes después de sufrir una herida grave en la cabeza que lo dejó inconsciente, se consideró desaparecido durante la guerra. Finalmente, fue liberado del campo de filtración de la NKVD y Vera se retiró del ejército en 1947, después se establecieron en Moscú. Desde el final de la guerra, Vera había estado buscando a sus hijos; después de varios años de búsqueda finalmente los encontró, reuniéndose en la década de 1950; Galina la encontró en el orfanato Losinoostrovsky, mientras que a Eduard y Svetlana los encontró en Perm. Con su familia reunida y establecida en Moscú, Islam trabajó como director de una imprenta mientras Vera trabajaba en la Administración de Centros Sindicales de Moscú. Cuando se le preguntó por qué eligió dejar a sus hijos para irse al frente en lugar de quedarse con ellos en la retaguardia, dijo que ni su juramento como comunista ni su juramento militar serían honrados si hubiera renunciado a luchar. Murió el 27 de junio de 1993.

## Condecoraciones
|  | Orden de la Bandera Roja.                                                         |
|  | Orden de la Estrella Roja                                                         |
|  | Medalla por el Servicio de Combate                                                |
|  | Medalla Conmemorativa por el Centenario del Natalicio de Lenin «Al valor militar» |
|  | Medalla por la Defensa de Moscú                                                   |
|  | Medalla por la Liberación de Praga                                                |
|  | Medalla por la Victoria sobre Alemania en la Gran Guerra Patria 1941-1945         |